# 博沃拉
博沃拉（Bhowrah），是印度贾坎德邦丹巴德县的一个城镇。总人口44253（2001年）。

## 人口
该地2001年总人口44253人，其中男性23955人，女性20298人；0—6岁人口5959人，其中男3118人，女2841人；识字率64.93%，其中男性为74.19%，女性为54.00%。